# Marcelle Hainia
Marcelle Pontagnier dite Marcelle Hainia, née le 13 novembre 1896 dans le 6e arrondissement de Paris, ville où elle est morte le 9 août 1968 dans le 14e arrondissement, est une actrice française.

## Filmographie
- 1932 : Boudu sauvé des eaux de Jean Renoir - Emma Lestingois
- 1938 : Le Petit Chose de Maurice Cloche - Mme Fougeroux
- 1943 : Goupi Mains Rouges de Jacques Becker - Goupi Cancan
- 1943 : Service de nuit de Jean Faurez et Belisario L. Randone - Mme Sandoz
- 1944 : Falbalas de Jacques Becker
- 1945 : Le Père Serge de Lucien Ganier-Raymond
- 1946 : Gringalet de André Berthomieu
- 1946 : Martin Roumagnac de Georges Lacombe - Mme Percheron, la pompiste
- 1946 : Torrents de Serge de Poligny - La tante Coralie
- 1947 : Antoine et Antoinette de Jacques Becker - la caissière de l'épicerie
- 1948 : Les Autos volages de Marcel Martin - court métrage -
- 1950 : Justice est faite de André Cayatte - Mlle Popelier, l'autre hôtelière
- 1950 : Mademoiselle Josette, ma femme d'André Berthomieu
- 1951 : L'Amour, Madame de Gilles Grangier - Mme Broussard
- 1951 : La Demoiselle et son revenant de Marc Allégret - La grand-mère
- 1953 : Les Révoltés de Lomanach de Richard Pottier - Une douairière
- 1954 : Cadet Rousselle de André Hunebelle - Une dame de la diligence
- 1954 : Du rififi chez les hommes de Jules Dassin - La femme de Frédo
- 1955 : Futures Vedettes de Marc Allégret
- 1956 : Les Collégiennes de André Hunebelle
- 1956 : Le Salaire du péché de Denys de La Patellière
- 1956 : La Famille Anodin (série télévisé)
- 1967 : Lagardère de Jean-Pierre Decourt - Diffusé en deux époques - Version pour le cinéma du feuilleton télévisé -

## Théâtre
- 1935 : La Complainte de Pranzini et de Thérèse de Lisieux d'Henri Ghéon, mise en scène Georges Pitoëff, Théâtre des Mathurins
- 1936 : Le Merveilleux Alliage de Vladimir Kirchon, mise en scène Georges Pitoëff, Théâtre des Mathurins
- 1937 : Le Crime du boulevard Haussmann de Georges Vaxelaire, mise en scène Fernand Mailly, Théâtre des Capucines
- 1952 : Hyménée d'Édouard Bourdet, Théâtre de la Michodière
- 1954 : Clérambard de Marcel Aymé, mise en scène Claude Sainval, Comédie des Champs-Élysées
- 1956 : Comme avant, mieux qu'avant de Luigi Pirandello, mise en scène Jean Négroni, Théâtre de Paris
- 1958 : Clérambard de Marcel Aymé, mise en scène Claude Sainval, Comédie des Champs-Élysées
- 1961 : Clérambard de Marcel Aymé, mise en scène Claude Sainval, Comédie des Champs-Élysées
- 1963 : Un mois à la campagne d'Ivan Tourgueniev, mise en scène André Barsacq,   Théâtre de l'Atelier